# Адміністративний устрій Знам'янського району
Адміністративний устрій Знам'янського району — адміністративно-територіальний поділ Знам'янського району Кіровоградської області на 11 сільських рад, які об'єднують 45 населених пунктів та підпорядковані Знам'янській районній раді. Адміністративний центр — місто Знам'янка.

## Список радЗнам'янського району
| №  | Назва                         | Центр            | Населені пункти                                                                                      | Площа км² | Місце за площею | Населення (2001), чол. | Місце за населенням |
| -- | ----------------------------- | ---------------- | --- | --------- | --------------- | ---------------------- | ------------------- |
| 1  | Богданівська сільська рада    | с. Богданівка    | с. Богданівка с. Кучерівка                                                                           |           |                 |                        |                     |
| 2  | Володимирівська сільська рада | с. Володимирівка | с. Володимирівка с. Новороманівка с. Саблине                                                         |           |                 |                        |                     |
| 3  | Диківська сільська рада       | с. Диківка       | с. Диківка                                                                                           |           |                 |                        |                     |
| 4  | Дмитрівська сільська рада     | с. Дмитрівка     | с. Дмитрівка с. Веселий Кут с. Гостинне с. Долина с. Калинівка с. Плоске                             |           |                 |                        |                     |
| 5  | Іванковецька сільська рада    | с. Іванківці     | с. Іванківці с. Веселівка с. Заломи с. П'ятихатки с. Юхимове                                         |           |                 |                        |                     |
| 6  | Казарнянська сільська рада    | с. Казарня       | с. Казарня с. Барвінівка с. Глибока Балка с. Мілова Балка с. Нововодяне с. Новополяна                |           |                 |                        |                     |
| 7  | Макариська сільська рада      | с. Макариха      | с. Макариха с. Новопокровка                                                                          |           |                 |                        |                     |
| 8  | Мошоринська сільська рада     | с. Мошорине      | с. Мошорине с. Васине                                                                                |           |                 |                        |                     |
| 9  | Пантазіївська сільська рада   | с. Пантазіївка   | с. Пантазіївка с. Веселка с. Троянка с. Шевченкове                                                   |           |                 |                        |                     |
| 10 | Петрівська сільська рада      | с. Петрове       | с. Петрове с. Новоолександрівка с. Сокільники                                                        |           |                 |                        |                     |
| 11 | Суботцівська сільська рада    | с. Суботці       | с. Суботці с. Костянтинівка с. Коханівка                                                             |           |                 |                        |                     |
| 12 | Трепівська сільська рада      | с. Трепівка      | с. Трепівка с. Долино-Кам'янка с. Зелений Гай с. Копані с. Новотрепівка с. Спасо-Мажарівка с. Топило |           |                 |                        |                     |
| 13 | Цибулівська сільська рада     | с. Цибулеве      | с. Цибулеве                                                                                          |           |                 |                        |                     |